# Digitosa
Digitosa is een geslacht van vlinders van de familie bladrollers (Tortricidae).

## Soorten
- D. elliptica Diakonoff, 1960
- D. gnesia Diakonoff, 1960
- D. leptographa Diakonoff, 1960
- D. metaxantha Diakonoff, 1960
- D. stenographa Diakonoff, 1970
- D. vulpina Diakonoff, 1960